# 楫取道明

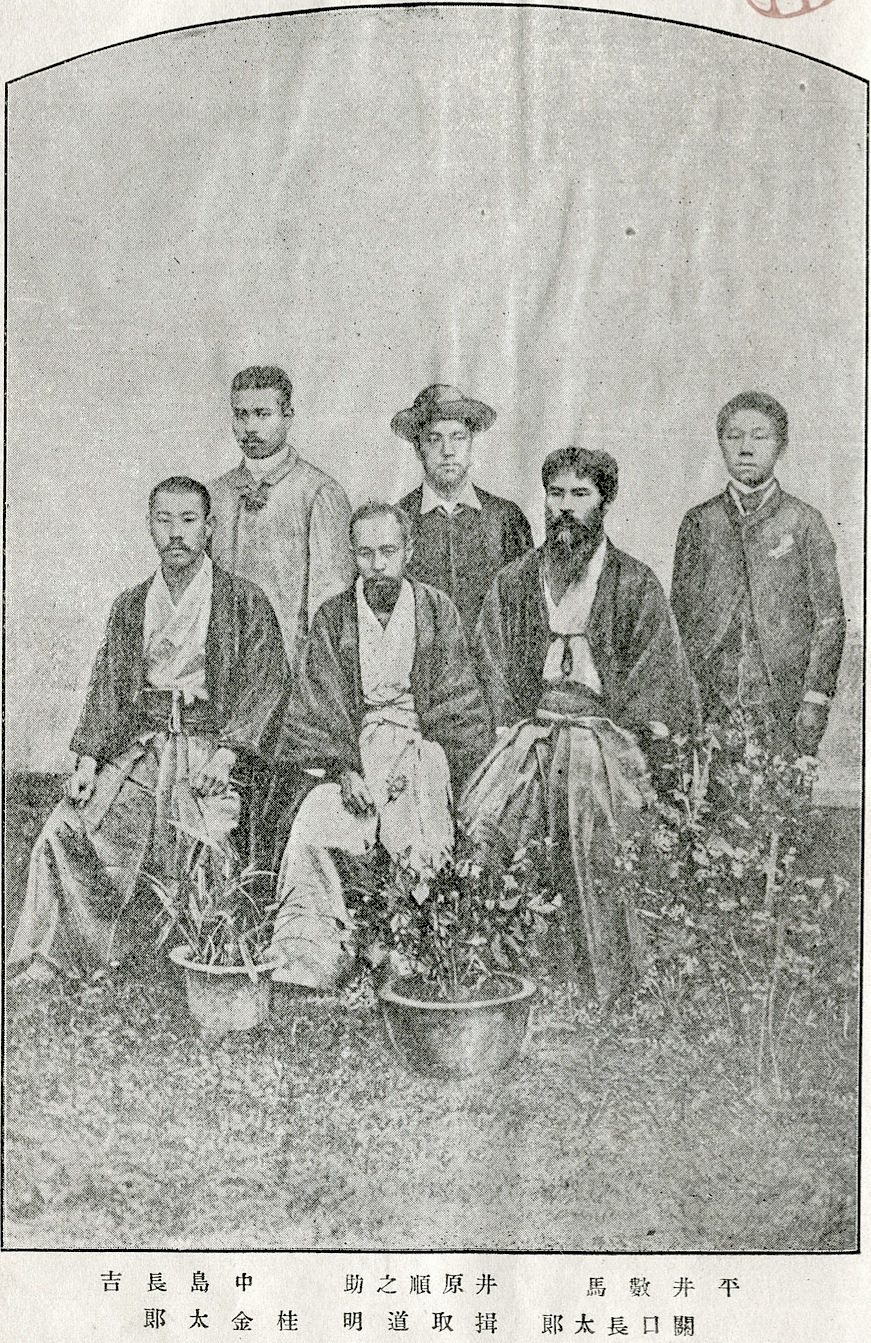
六氏先生之像，楫取道明位在前排中央

楫取道明，安政五年五月二十七日（1858年7月7日）－明治二十九年（1896年）一月一日，日本長州藩萩人（現山口縣萩市），教育家，家族原為小田村家，世代為儒學者，台灣教育始祖，後在芝山岩事件中遇害，享年38歲。

## 簡介
楫取道明家族原為小田村家，書香門第，精通和歌，任職於宮內省御歌所擔任講師，父楫取素彦恢復揖取家，為幕末時期知名政治家，由於楫取家為倒幕運動做出重大貢獻，為明治時代的華族，1896年應台灣首任學務部長伊澤修二之邀，前往台灣成立國語傳習所，後在芝山岩事件中遇害，享年38歲。